# 하루의 시작 정다희입니다
하루의 시작 정다희입니다는 MBC 표준FM(전국, 수도권 기준 FM 95.9MHz) 매일 아침 5시 5분부터 아침 6시까지 MBC 정다희 아나운서의 진행으로 방송되는 건강정보 전문 라디오 프로그램이다. 단, 이 프로그램은 전국 방송이다. 2025년 7월 1일에 방송 1주년을 맞는다.

## 개요
2024년 7월 1일부터 《건강한 아침 김초롱입니다》의 후속 프로그램으로 편성되었다.

## DJ
- 정다희 아나운서 (여)

## 방송 시간
| 방송 채널  | 방송 기간             | 방송 시간                  |
| ---------- | --------------------- | -------------------------- |
| MBC 표준FM | 2024년 7월 1일 ~ 현재 | 매일 아침 5:05 ~ 아침 6:00 |

## 매일 코너
- 하루를 깨우는 체조
- 하루를 시작하는 너에게
- 하루 하나 건강상식
- 굿모닝 음성편지
- 오늘은 이런 날

## 요일 코너
- 금:요즘 아침의 정석
- 토,일:하시정 레코오드

## 같이 보기
관련 항목
- 건강

방송 프로그램
- 써클하우스, 관계자 외 출입금지 (SBS TV)
- 썰전 (JTBC)
- 속풀이쇼 동치미, 판도라 (MBN)
- 강적들 (TV조선)
- 외부자들 (채널A)
- 오늘 아침 1라디오, 세상의 모든 정보, 라디오 전국일주 (KBS 1라디오)
- 스포왕 고영배 (MBC FM4U)
- 임형주의 너에게 주는 노래 (cpbc FM)